# Ivan Jarkovski

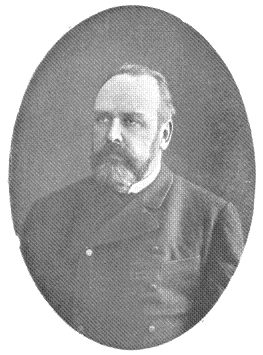
Ivan Jarkovski

Ivan Osipovitsj Jarkovski ((pl) : Jan Jarkowski), (Osveja (bij Vitebsk), 24 mei 1844 - Heidelberg, 22 januari 1902) was een Poolse civiel ingenieur. Hij deed theoretisch onderzoek naar de effecten van warmtestraling op kleine objecten in het Zonnestelsel (planetoïden). Hij stelde ook dat de Aarde uitzet door de absorptie van energie uit de ruimte.
Jarkovski werkte voor een Russische spoorwegmaatschappij. Zijn theorethische werk was in zijn tijd vrijwel onbekend. In de jaren zeventig van de vorige eeuw werd zijn werk ontdekt en werd aan de door hem ontdekte effecten de namen Jarkovski-effect en JORP-effect gegeven. De planetoïde 35334 Jarkovski is naar hem genoemd.
- Gemeinsame Normdatei: 131847724
- International Standard Name Identifier: 0000 0000 1937 5962
- Library of Congress Control Number: n95003850
- Nationale Bibliotheek van Tsjechië: js2017949542
- Virtual International Authority File: 50371116
- WorldCat: E39PBJwHfCBtX8wxJTtTCDtBT3

1. ↑  Beekman, George (2005). The nearly forgotten scientist John Osipovich Yarkovsky (PDF). Journal of the British Astronomical Association 115 (4): 207.  Gearchiveerd van origineel op 7 maart 2023.